# Setocoris
Setocoris is een geslacht van wantsen uit de familie van de Miridae (Blindwantsen). Het geslacht werd voor het eerst wetenschappelijk beschreven door China & Carvalho in 1905.
De wantsen leven op vleesetende planten uit de Zonnedauwfamilie, maar kunnen uit de plakkerige sappen van de planten ontsnappen door de speciale structuur van hun poten.

## Soorten
Het genus bevat de volgende soorten:

- Setocoris bybliphilus China & Carvalho, 1951
- Setocoris droserae (China, 1953)
- Setocoris russelli (China, 1953)